# Левски (Карапелит)
Левски е български футболен отбор от село Карапелит. Състезава се във „А“ ОФГ.
След фалита на ФК Калиакра през 2018 г. клуба взима лиценза на ФК Левски и участва в Свероизточната Трета лига под името ФК Калиакра 1923-Левски 2012 (Каварна). Преди началото на сезон 2019/20 клуба сменя името си на ФК Калиакра Каварна 1922.